# Флаг Пригородного сельсовета (Оренбургская область)
Флаг При́городного сельсовета — официальный символ муниципального образования Пригородный сельсовет Оренбургского муниципального района Оренбургской области Российской Федерации.
Флаг учреждён 28 января 2009 года и внесён в Государственный геральдический регистр Российской Федерации под номером 4825.
Флаг составлен на основе герба Пригородного сельсовета по правилам и соответствующим традициям вексиллологии и отражает исторические, культурные, социально-экономические, национальные и иные местные традиции.

## Описание
«Прямоугольное голубое полотнище с отношением ширины к длине 2:3, несущее посередине белый ключ с башней вместо бородки и продетый в его ушко жёлтый сноп».
«В лазоревом поле склонённый вправо золотой сноп, в оконечности слева продетый в ушко серебряного ключа, положенного в пояс и вместо двойной бородки имеющего мурованную, со сквозной аркой без порога, зубчатую башню».

## Обоснование символики
Пригородный сельсовет — молодое динамично развивающееся муниципальное образование. Несмотря на то, что посёлок Пригородный был основан не так давно — в 1929 году, в его истории тесно переплетены судьбы очень многих людей. Сложное время, когда здесь был размещён специализированный ведомственный совхоз ОГПУ, исправительно-трудовые лагеря НКВД, не сломило людей. Жители посёлка не просто выжили, они сохранили своё человеческое достоинство, внесли большой вклад и в победу в Великой Отечественной войне и в послевоенное восстановление, в развитие экономики страны. Эти люди заложили крепкий фундамент для успешного развития современного муниципального образования.
Флаг языком символов и аллегорий отражает особенности географии, экономики и культуры Пригородного сельсовета.
Символика снопа на флаге сельсовета многозначна:
— жёлтый сноп, указывает на основное занятие жителей — земледелие.
— Сноп как символ единения, общности, поддержки указывает на лучшие качества людей прошедших сложную эпоху Советского государства их волю к жизни, жизненной силу и энергию.
— Сноп, продетый в кольцо ключа, у которого бородка выполнена в форме городской башни, аллегорически говорит о названии сельсовета — Пригородный и указывает на то, что сейчас в Пригородном активно ведётся строительство жилья и для жителей посёлка и для жителей города Оренбурга.
Жёлтый цвет (золото) — символ богатства, стабильности, уважения, интеллекта.
Белый цвет (серебро) — символ чистоты и совершенства, мира и взаимопонимания.
Голубой цвет (лазурь) — символ благородства, возвышенности, устремлённости в будущее.

## Это интересно
При подготовке текста решения Совета депутатов муниципального образования Пригородный сельсовет № 246 «О флаге Пригородного сельсовета…», было взято решение № 245 «О гербе Пригородного сельсовета…», в котором слова «герб» были заменены на «флаг». В итоге в описании флага приведено описание герба и, согласно данному решению, поверх флага может изображаться статусная корона:

3.2. Флаг Пригородного сельсовета, в соответствии с Методическими рекомендациями по разработке и использованию официальных символов муниципальных образований (Раздел 2, Глава VIII, п.п. 45-46), утверждёнными геральдическим Советом при Президенте Российской Федерации 28.06.2006 года, может воспроизводиться со статусной короной установленного образца.